# نادي أبي صقل لكرة القدم
نادي أبو صقل لكرة القدم، هو نادي كرة قدم مصري مقره في سيناء، مصر. يلعب النادي حاليًا في دوري الدرجة الثالثة المصري، وهو ثالث أعلى دوري في نظام الدوري المصري لكرة القدم.